# Kladivo na čarodějnice (film)
Kladivo na čarodějnice je český film režiséra Otakara Vávry natočený v roce 1969 na motivy stejnojmenné knihy Václava Kaplického.

## Obsah
Film vypráví o čarodějnických procesech ve Velkých Losinách a v Šumperku v 17. století (1678–1695), které zahájil případ krádeže posvěcené hostie žebračkou. Vystrašená losinská hraběnka nechá na své panství povolat samozvaného inkvizitora Jindřicha Bobliga. Boblig s pomocí svého písaře Ignáce a losinského kata Jokla vyslýchá žebračku i její společnice, které ji ke krádeži hostie navedly. Mučením si vynucuje nejen přiznání ke smyšleným čarodějnickým praktikám, ale také udávání dalších lidí, kteří se měli na čarování podílet. Obviněné ženy nutí k tomu, aby udávaly jeho názorové odpůrce, jako je šumperský děkan Kryštof Lautner a losinský farář Tomáš König, a především bohaté měšťany z Velkých Losin a Šumperka, jejichž majetek by se pak mohl zkonfiskovat. Mezi oběti procesů, které Boblig odsoudil k smrti a nechal upálit, se postupně dostanou i jeho přísedící z inkvizičního tribunálu. Obviní také oba kněze, kteří hájili nespravedlivě odsouzené a ukazovali na nelidské metody výslechů. Farář König po svém obvinění zemře na selhání srdce, ale děkan Lautner, proti kterému při výslechu na mučidlech svědčila i jeho krásná hospodyně Zuzana, je zradou zajat a mučením donucen k přiznání. Před smrtí však alespoň dokáže zastavit udávání dalších podezřelých, když prohlásí, že při sletu čarodějnic na Petrových kamenech Ďábel seslal tmu, v níž nikoho z přítomných nepoznával. Jednotlivé části filmu jsou uvozeny vstupy fanatického mnicha, patrně Heinricha Kramera, který pronáší citáty z knihy Malleus maleficarum. Ponurou a strašidelnou atmosféru filmu dokresluje hudba Jiřího Srnky, včetně úvodní písně, která je verzí raně novověké německé vojenské písně Der Tod in Flandern ("Smrt ve Flandrech") s českým textem Ester Krumbachové.
Ve filmu je vidět způsoby cíleného navozování atmosféry strachu mezi lidmi a metody vynucování naučených „přiznání“. Protože tyto metody připomínaly politické procesy z doby stalinismu (50. léta), komunistická cenzura film přijala spíše negativně. Zpočátku byl promítán v menších kinech a později, během sílící normalizace, byl stažen z distribuce a byl promítán pouze příležitostně ve filmových klubech, na televizních obrazovkách se objevil až po roce 1989.[zdroj⁠?!]

## Obsazení
| Elo Romančík           | šumperský děkan Kryštof Alois Lautner                                  |
| Vladimír Šmeral        | Jindřich Boblig                                                        |
| Soňa Valentová         | Zuzana Voglicková                                                      |
| Blanka Waleská         | Angela Sibylla z Galle                                                 |
| Josef Kemr             | Ignác, pobočník Bobliga                                                |
| Lola Skrbková          | žebračka Maryna Schuchová                                              |
| Jiřina Štěpničková     | Dorota Groerová                                                        |
| Marie Nademlejnská     | Dorota Davidová, "Davidka"                                             |
| Miriam Kantorková      | Dorota Tobiášová                                                       |
| Lubor Tokoš            | barvíř Kašpar Sattler                                                  |
| Blažena Holišová       | Marie Sattlerová                                                       |
| Jaroslava Obermaierová | Lízl Sattlerová                                                        |
| Rudolf Krátký          | bývalý soudce Kašpar Hutter                                            |
| Jiří Holý              | velkolosinský farář Tomáš König                                        |
| Eduard Cupák           | sobotínský farář Leander Schmidt                                       |
| Gustav Opočenský       | Eliáš Isidor Schmidt, sekretář biskupa, bratr faráře Leandera Schmidta |
| Čestmír Řanda          | mohelnický děkan Vojtěch Jiří Winkler                                  |
| Martin Růžek           | olomoucký biskup Karel II. z Lichtenštejna-Kastelkornu                 |
| Josef Bláha            | hrabě Šternberk, úředník apelačního soudu                              |
| Jiří Lír               | sekretář apelačního soudu                                              |
| Martin Kapoun          | ministrant                                                             |
| Josef Mixa             | Florián, Lautnerův kočí                                                |
| Ilja Prachař           | Gaup, šumperský měšťan, Bobligův přísedící                             |
| Miloš Willig           | dr. Mayer, církevní advokát                                            |
| Štěpán Zemánek         | velkolosinský hejtman Vinarský                                         |
| Zdeněk Kryzánek        | velkolosinský nadlesní Kryštof Zeidler                                 |
| Miloš Hájek            | mydlář Jan Přerovský, nápadník Lízl Sattlerové                         |
| Zbyněk Jirmář          | fr. Krescencius, kapucínský řeholník z Olomouce                        |
| Václav Lohniský        | fanatický řeholník, deklamátor uvozující části filmu                   |